# Liberálové.CZ
Liberálové.CZ, původně v letech 2002–2008 Liberální reformní strana (LiRA) byla česká politická strana hlásící se ke klasickému liberalismu. Jejím předsedou byl od roku 2008 Pavel Weiss, předchozím předsedou byl v letech 2002–2008 Milan Hamerský (od ledna 1993 do 15. ledna 2002 člen ODA). V říjnu 2010 se strana dobrovolně rozpustila (s likvidací).
Strana měla (k prosinci 2008) 7 členů a „dvě desítky aktivních příznivců“.

## Některé programové cíle
- vytvoření "Spojených států evropských"
- deregulace nájemného
- rovná daň se sazbou 15 %
- zrušení státního příspěvku politickým stranám
- zavedení školného
- legalizace eutanazie podle belgického vzoru
- tolerování regulované distribuce lehkých drog podle nizozemského vzoru
- tolerování prostituce v režimu živnostenského zákona
- přímá volba starostů
- snížení počtu ministerstev na 9
- snížení počtu krajů na 9
- zrušení základní vojenské služby (její ukončení v prosinci 2004 LiRA prohlásila[zdroj?] za svůj největší úspěch)
- zrušení Benešových dekretů

## Historie
- únor 2002 – strana vznikla (prohlášení vydáno 2. února,[3] registrována MV k 21. březnu; první ustavující sjezd 24. března,[4] podle jiných údajů února[5])
  - podzim 2002 – v senátním obvodě 60 Brno-město zvolen Jiří Zlatuška jako nestraník na kandidátce LiRA (ve 2. kole proti kandidátovi ODS se ziskem 57,85 % hlasů)
- prosinec 2003 – LiRA spolu s ODA a Cestou změny vydala deklaraci Evropské liberální fórum
- 2004
  - v červnových volbách dva členové LiRA kandidovali do EP na neúspěšné kandidátce Unie liberálních demokratů (Cesta změny, ODA a Unie svobody - Demokratická unie) (Hamerský na 13. a Pavel Weiss s udaným zaměstnáním „asistent senátora PČR“ na 25. místě ze 30 se zanedbatelným množstvím přednostních hlasů).
  - v podzimních krajských volbách do zastupitelstva Jihomoravského kraje LiRA postavila se Stranou zelených společnou kandidátku Zelená pro Moravu. Ta získala 5,08 % hlasů a tři křesla (podle počtu preferenčních hlasů, které o zastupitelích rozhodly, nestraník Mojmír Vlašín navržený SZ z 16. místa kandidátky, starostka MČ Brno-Nový Lískovec Jana Drápalová z 22. a volební lídr Jiří Löw, nestraník navržený LiRA).
- 2006
  - LiRA se nepodařilo prosadit spolupráci menších liberálních stran. Původní projekt spolupráce liberálů a zelených odmítl pardubický sjezd SZ. Následné snahy alespoň o vzájemnou spolupráci liberálních a programově blízkých stran (LiRA, SNK-ED, US-DEU, ODA, Cesta změny, SOS) ztroskotala na neochotě SNK-ED a US-DEU vzájemně spolupracovat – SNK-ED odmítala, aby za ni kandidovaly některé zprofanované a nedůvěryhodné osoby, mj. Pavel Němec, US-DEU se zase odmítla vzdát svého jména. LiRA se na základě těchto neúspěšných jednání rozhodla postavit samostatnou kandidátku (pouze v Jihomoravském kraji, kde ji tamní ODA vyjádřila podporu). Svoje kandidátky postavily i SNK-ED a US-DEU, přičemž za oba subjekty v některých krajích kandidovali i členové ODA, Cesta změny se voleb neúčastnila a SOS měla své členy na některých kandidátkách Strany zelených
  - v senátních volbách 2006 kandidoval za US-DEU+LiRA v Praze 12 Svatopluk Karásek
  - v komunálních volbách 2006 podpořila LiRA několik kandidátek, hlavní energii věnovala úspěchu kandidátky Brno2006 – tým Jiřího Zlatušky, zisk 9% a 5 mandátů, následná účast v koalici
- 2008
  - v senátních volbách 2008 kandidoval/obhajoval za LiRA v Brně Jiří Zlatuška – neúspěšně (třetí s cca 20%)
  - v senátních volbách 2008 se LiRA podílela na kampani kandidáta ČSSD Jiřího Dienstbiera na Kladensku – úspěšně (zvolen senátorem)
  - v krajských volbách se členové a příznivci LiRA podíleli na dvou kampaních v koalici s US-DEU: Alternativa 2008 – na jižní Moravě,[6] Dohoda pro Ústecký kraj[7]
  - na sjezdu 29. prosince 2008 se LiRA přejmenovala na Liberálové.cz (LIB)
- 2009
  - v červnových volbách do Evropského parlamentu nabídla liberální vizionářský program nahrazení byrokratické EU Spojenými státy Evropskými (USE), zrušení společné zemědělské (dotační) politiky a tzv. Benešových dekretů